# M.F.9 (航空機)

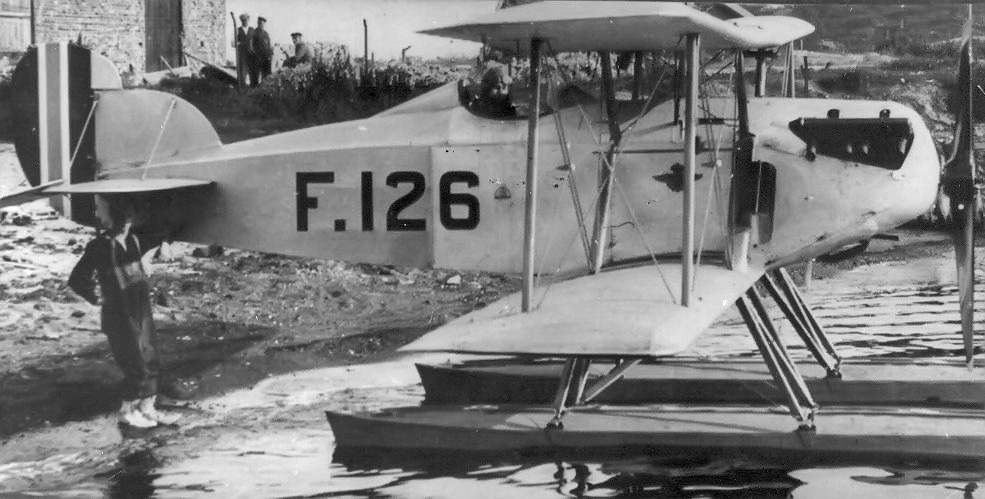
Marinens Flyvebaatfabrikk M.F.9

Marinens Flyvebaatfabrikk M.F.9 Høverjager (海軍水上機製造 M.F.9) または設計者の名前からホヴァー M.F.9は、1920年代のノルウェーの水上戦闘機である。

## 解説
1920年代はじめにノルウェー王立海軍航空隊（Marinens flygevåpen）はソッピース ベービー水上戦闘機に変わる、戦闘機を求めて、19の海外メーカーとコンタクトをとった。ライセンス生産する4機の水上戦闘機の要求であったが、水上機の提案は少なく、仕様を満たしたフォッカーとニューポールの提案もそのコストは、予算を大きく上回るものであったので、海軍水上機製造の工場長のホヴァー（Johann E. Høver）はHortenの工場で設計、製作することを決めた。300馬力のイスパノスイザ・エンジンを装備した戦闘機4機を、海外メーカーの半分のコスト、220,000ノルウェー・クローネで製作できると主張した。コスト見積もりがなされ、ノルウェーの国防大臣は1924年3月に計画を承認した。部品の製造は1924年8月に始まり、ドイツのゲッティンゲン航空研究所で翼は組み立てられ、試験が行われた。海軍の要求は200km/hを超える速度と、12分以内に3,000mに到達できる上昇力と、空戦に耐える頑丈な構造を持つことであった。水上機としての水上での良好な特性も求められた。
一般的なの一対の翼間支柱をもつ複葉機であったが、水上機のフロートからの力を支えるために下翼に胴体から支柱が追加されている。木製構造の機体で、開放式コクピットがあった。性能は1931年にヨーロッパの飛行高度記録をつくるなど優れていたが、きりもみ（スピン）に入りやすい特性はパイロットに嫌われた。
試作機は1925年6月4日に初飛行し、順調に試験飛行は行われた。翌日には最高速度と上昇率、到達高度の試験が行われたが、試験担当のLützow-Holmが、行方不明となった探険家のアムンゼンの捜索への参加を命じられたので、試験は一時中断された。
試作機の機体番号F.120は1925年9月13日の対空訓練の目標機を務め、1926年の2月から3月にはフロートのかわりにスキーを装備して運用された。F.120の性能が要求を上回ったので、予定された残りの3機の注文が1925年7月に行われた。若干の設計変更がされ、M.F.9Bとなり3機が製作され、当初は海軍航空隊に熱狂的に歓迎された。1926年9月にエンジンの故障から生じたきりもみ事故の結果、信頼はゆらぎ始めた。
1928年7月から、さらに4機のM.F.9Bが引き渡され、毎年行われる演習でベテラン･パイロットの操縦で参加したが、アクロバット飛行は禁止され、多くのパイロットは急激な操作を行うことを避けた。1929年8月にF.120が着陸時の事故で失われ、代替機が製作された。
エンジンの出力不足から戦闘機としての能力は不足で、1929年秋からエンジンの換装が検討され始め、425hpのブリストル ジュピターエンジンや、アームストロング・シドレー ジャガーVIIエンジンなどが検討された。操縦不能なきりもみに入る事故が続き、パイロットたちの信頼は常に低かった。7人の士官が、製作中の5機の廃棄を進言した。これらの機体は木製胴体から鋼管構造に変更され、M.F.9cになり、最初の機体は1932年に完成したが、調査委員会は、M.F.9を練習機、偵察機として用いることを中止し、退役させることを推奨した。改良によって問題は解決できるというホヴァーの抗議はいれられず、M.F.9は退役され、予備機となることになった。ソッピース ベビーがその少し前に廃棄されていたため、すぐに廃棄されることなく予備機として残されたが1930年代半ばまでには大半の機体が廃棄され、1939年5月に最後の4機が退役した。飛行可能な最後の1機が工場に戻され、博物館に保存されることになった。結局、M.F.9は一度も戦闘機として運用されることなく、偵察機、雷撃機として運用された。

## 要目
- 乗員：1 名
- 全長：7.77 m
- 翼幅：10.45 m
- 全高：3.12 m
- 翼面積：28.0 m2
- 空虚重量：970 kg
- 離陸重量：1,380 kg
- 発動機：300 hp 8気筒 イスパノ・スイザ, 224 kW (300 hp)
- 最高速度：200 km/h
- 巡航速度：150 km/h
- 航続距離：550 km
- 武装： ヴィッカース機銃またはコルト機銃×1